# Dymasius minor
Dymasius minor là một loài bọ cánh cứng trong họ Cerambycidae.